# TVR Sagaris
TVR Sagaris — спортивний автомобіль британської компанії TVR 2004—2006 років, що випускався з кузовом купе. Назва автомобіля походить від назви бойової сокири сагаріс. Модель презентували на Автошоу 2003 року, а завершену модель вперше показали 2004 на автошоу у Бірмінгемі і розпочали 2005 продаж через дилерські центри по усьому світі.
Модель розробили на базі моделі TVR T350 для використання у автомобільних перегонах на витривалість. Автомобіль отримав допустимі регламентом численні повітрязабірники для охолодження мотора, ходової частини. Для участі у гонках проводили модифікації кузовів з змінами розміщення систем вентиляції, розміщення паливного бака тощо Згідно з політикою компанії і всупереч нормативам ЄС модель не отримала антиблокувальної системи, подушок безпеки, електронного контролю стійкості, антиблокувальну систему, оскільки ті на думку власника компанії Пітера Уілера ведуть до зайвої самовпевненості водія і аварій.

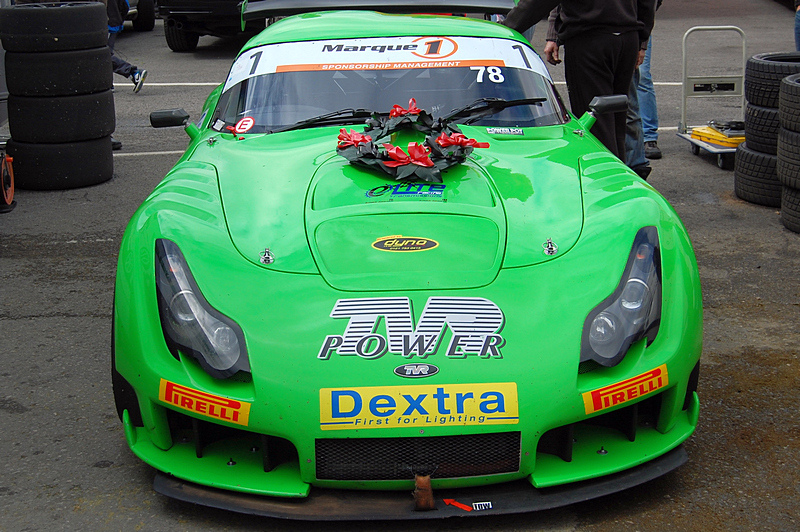
TVR Sagaris. Переможець перегонів Британського кубку у Олтон Парку

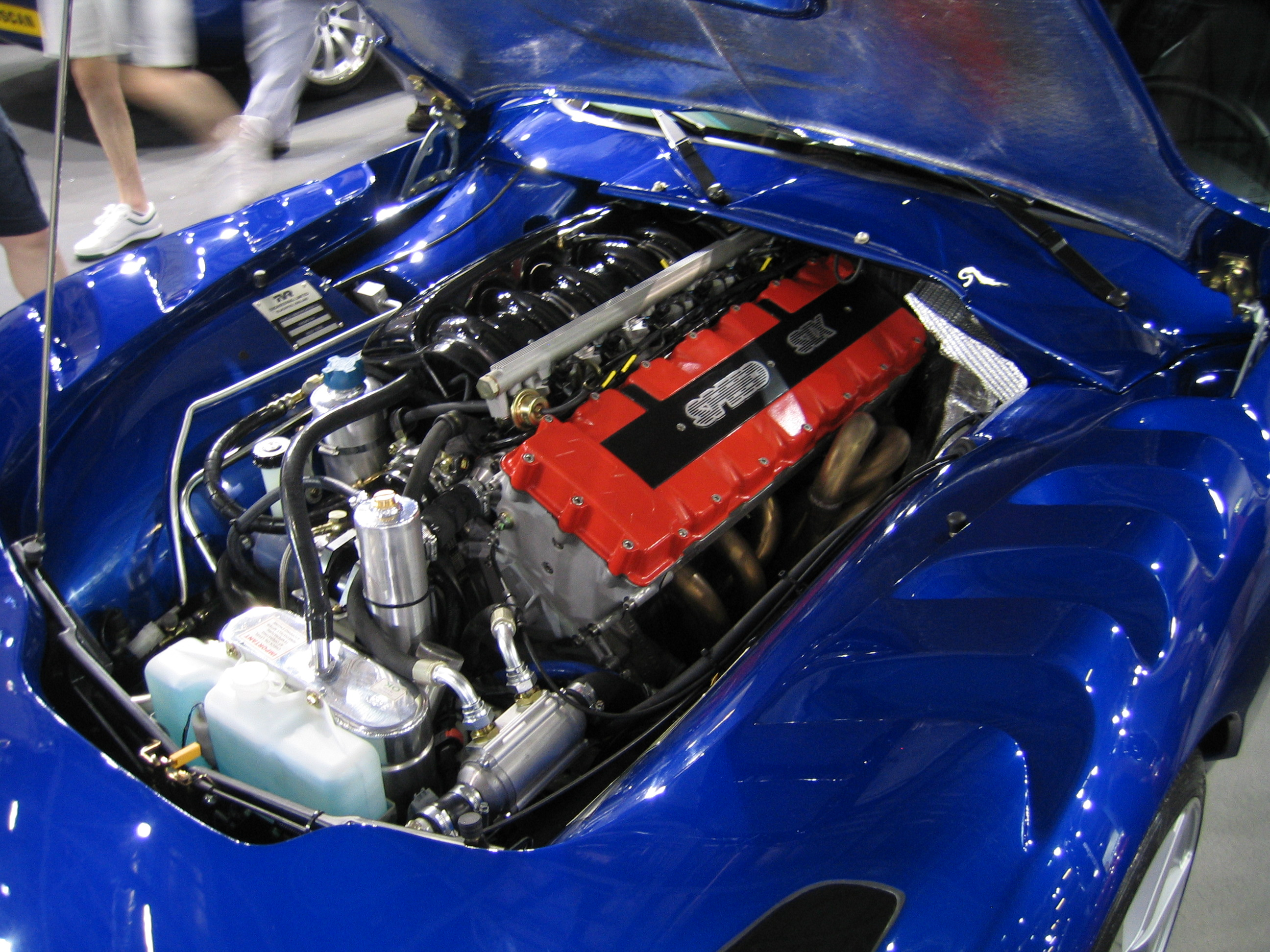
Мотор Straight-6

Модифікацію TVR Sagaris 2 презентували 2008 з незначними конструктивними змінами інтер'єру, вихлопної системи.
У трилері «Важкий» (англ. The Heavy) головний герой у виконанні Гері Стретча володіє чорним TVR Sagaris.
Спортивні машини TVR Sagaris активно використовувались у перегонах і вже першого року здобули декілька перемог.